# Peonidin-3-O-glucosid
Peonidin-3-O-glucosid ist ein Glucosid des Peonidins und gehört zur Gruppe der Anthocyane. Die Grundstruktur ist das Flavylium-Kation. 
Es ist nicht genau bekannt, welche die Gegenionen kationischer Anthocyanine in Pflanzen sind (vermutlich handelt es sich um organische Anionen), isoliert werden sie aber meist als Chloride. Daher sind in der nebenstehenden Infobox Daten zu Peonidin-3-O-glucosidchlorid angegeben.

## Vorkommen

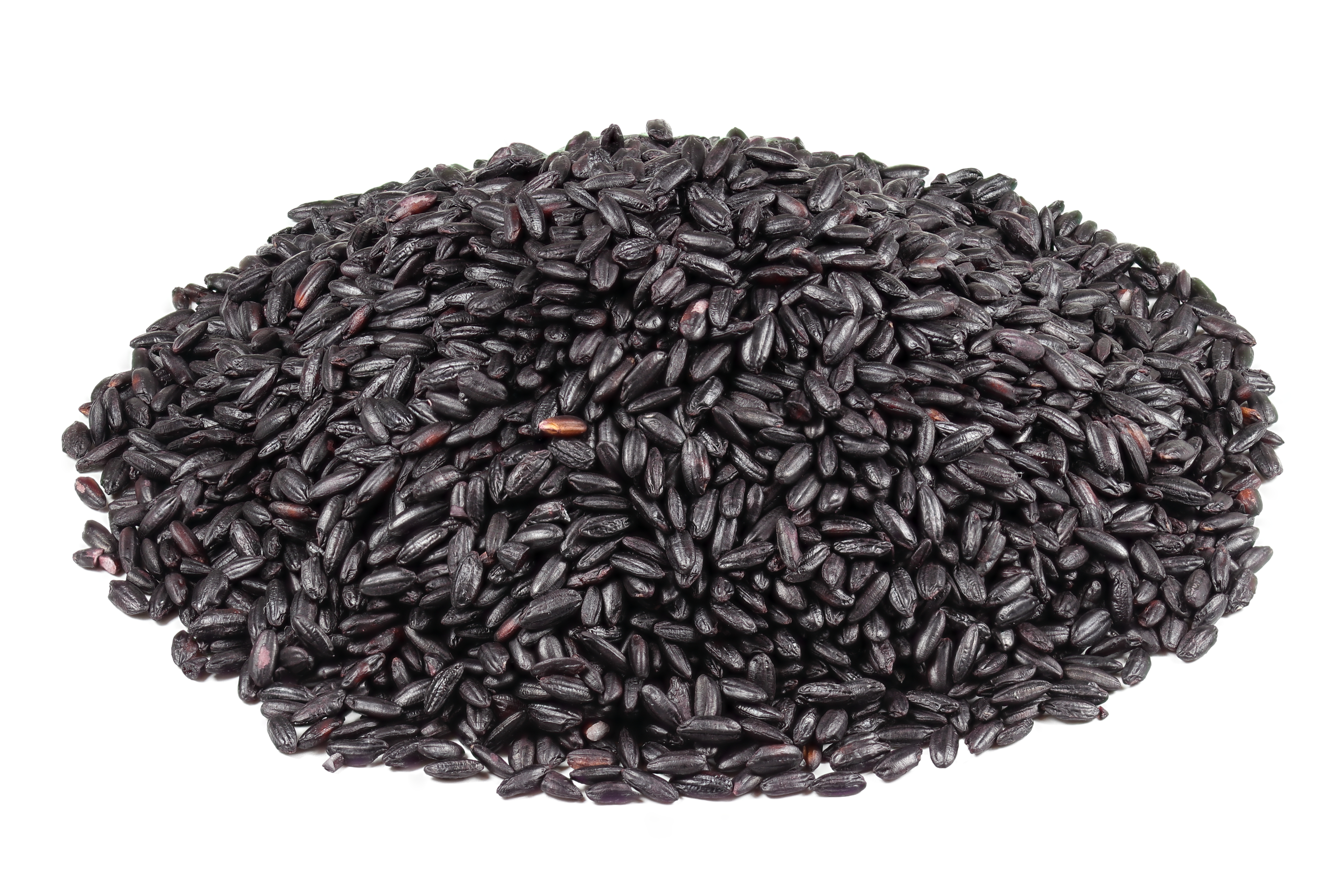
Schwarzer Reis enthält Peonidin-3-O-glucosid

Peonidin-3-O-glucosid ist eines der Haupt-Anthocyane in schwarzem Reis, kommt aber auch in Weintrauben vor.

## Eigenschaften
Eine in-silico-Studie deutete auf mögliche entzündungshemmende Eigenschaften von Peonidin-3-O-glucosid hin. Eine Studie an Medaka deutete auf positive Effekte auf die Knochenstruktur hin.